# مرحلة المجموعات في دوري أبطال آسيا 2016
لعبت مرحلة المجموعات في دوري أبطال آسيا 2016 في الفترة من 23 فبراير إلى 4 مايو 2016. تنافس ما مجموعه 32 فريقاً في مرحلة المجموعات لتحديد الأماكن الـ16 في مرحلة خروج المغلوب من دوري أبطال آسيا 2016.

## القرعة
عقدت قرعة مرحلة المجموعات في 10 ديسمبر 2015، 16:00 MYT (ت ع م+8)، في فندق بيتالينغ جايا هيلتون في كوالالمبور، ماليزيا. قسمت الفرق الـ32 إلى ثماني مجموعات من أربعة. لم يكن بالإمكان وضع فرق من نفس الاتحاد في نفس المجموعة.
تم تحديد تصنيف كل فريق في القرعة حسب اتحادهم ومركز تأهلهم ضمن اتحادهم. آلية القرعة على النحو التالي:
- لمنطقة الغرب، عقدت قرعة للاتحادات الثلاثة بثلاتة مشتركين مباشرين (السعودية، إيران، أوزبكستان) لتحديد أصحاب المركز 1 في الترتيب للمجموعات أ، ب وج. ثم خصصت الفرق المتبقية في المجموعات وفقاً للقواعد التي حددها الاتحاد الآسيوي لكرة القدم.
- لمنطقة الشرق، عقدت قرعة للاتحادين بثلاثة مشتركين مباشرين (كوريا الجنوبية، اليابان) لتحديد أصحاب المركز 1 في الترتيب للمجموعتين ر وس. ثم خصصت الفرق المتبقية في المجموعات وفقاً للقواعد التي حددها الاتحاد الآسيوي لكرة القدم.

دخلت الفرق الـ32 التالية (16 من منطقة الغرب، 16 من منطقة الشرق) إلى قرعة مرحلة المجموعات، التي شملت المشتركين مباشرة الـ24 والفائزين الثمانية من المباريات الفاصلة التأهيلية، الذين لم تعرف هويتهم في وقت القرعة.
| المنطقة                     | المركز 1               | المركز 2       | المركز 3              | المركز 4                                          |
| --------------------------- | ---------------------- | -------------- | --------------------- | ------------------------------------------------- |
| منطقة الغرب (المجموعات أ–د) | النصر                  | الهلال         | الأهلي                | الاتحاد (فائز مباراة الغرب الفاصلة 1)             |
| منطقة الغرب (المجموعات أ–د) | سباهان                 | ذوب آهن        | تراكتور سازي          | الجيش (فائز مباراة الغرب الفاصلة 2)               |
| منطقة الغرب (المجموعات أ–د) | باختاكور               | نسف قرشي       | لوكوموتيف طشقند       | بونيودكور (فائز مباراة الغرب الفاصلة 3)           |
| منطقة الغرب (المجموعات أ–د) | العين                  | النصر          | لخويا                 | الجزيرة (فائز مباراة الغرب الفاصلة 4)             |
| منطقة الشرق (المجموعات ر–ط) | جيونبوك هيونداي موتورز | إف سي سيئول    | سوون سامسونغ بلووينغز | بوهانغ ستيلرز (فائز مباراة الشرق الفاصلة 1)       |
| منطقة الشرق (المجموعات ر–ط) | سانفريس هيروشيما       | غامبا أوساكا   | أوراوا رد دايموندز    | إف سي طوكيو (فائز مباراة الشرق الفاصلة 2)         |
| منطقة الشرق (المجموعات ر–ط) | ملبورن فيكتوري         | سيدني إف سي    | بوريرام يونايتد       | شاندونغ لونينغ (فائز مباراة الشرق الفاصلة 3)      |
| منطقة الشرق (المجموعات ر–ط) | غوانغجو إفرغراند       | جيانغسو سونينغ | بيكامكس بين دونغ      | شانغهاي إس آي بي جي (فائز مباراة الشرق الفاصلة 4) |

## النظام
في مرحلة المجموعات، لعبت كل مجموعة على أساس التحدي ذهاباً وإياباً. تقدم الفائز والوصيف من كل مجموعة إلى دور الـ16.

### كسر التعادل
تم ترتيب الفرق وفقاً للنقاط (3 نقاط للفوز، نقطة واحدة للتعادل، لا شيء للخسارة). في حالة التعادل في النقاط، تم تطبيق كسر التعادل في الترتيب التالي: (مادة اللوائح 11.5):
1. أكبر عدد من النقاط حصل عليها في مباريات المجموعة بين الفرق المعنية؛
2. فارق الأهداف الناتج من مباريات المجموعة بين الفرق المعنية؛
3. أكبر عدد من الأهداف المسجلة في مباريات المجموعة بين الفرق المعنية؛
4. أكبر عدد من الأهداف الخارجية المسجلة في مباريات المجموعة بين الفرق المعنية؛
5. إذا، بعد تطبيق المعايير 1 إلى 4، وكانت الفرق لا تزال لديها ترتيب متساوي، يعاد تطبيق المعايير 1 إلى 4 حصراً للمباريات بين الفرق المعنية لتحديد الترتيب النهائي. إذا لم يكن هذا الإجراء يؤدي إلى قرار، تطبق المعايير 6 إلى 10؛
6. فارق الأهداف في جميع مباريات المجموعة؛
7. أكبر عدد من الأهداف المسجلة في جميع مباريات المجموعة؛
8. ركلات الجزاء الترجيحية إذا كان فريقين فقط معنيين، وكلاهما على ميدان اللعب؛
9. أقل درجة تحسب وفقاً لعدد البطاقات الصفراء والحمراء التي تم الحصول عليها في مباريات المجموعات (نقطة واحدة للحصول على بطاقة صفراء واحدة و3 نقاط للحصول على بطاقة حمراء نتيجة بطاقتين صفراء و3 نقاط للحصول على بطاقة حمراء مباشرة، و4 نقاط للحصول على بطاقة صفراء تتبعها بطاقة حمراء مباشرة)؛
10. الفريق الذي ينتمي إلى اتحاد عضو لديه ترتيب أعلى في الاتحاد الآسيوي لكرة القدم.

## الجدول الزمني
الجدول الزمني لكل الجولة على النحو التالي.
| الجولة   | التواريخ          | المباريات                          |
| -------- | ----------------- | ---------------------------------- |
| الجولة 1 | 23–24 فبراير 2016 | فريق 1 ضد فريق 4، فريق 3 ضد فريق 2 |
| الجولة 2 | 1–2 مارس 2016     | فريق 4 ضد فريق 3، فريق 2 ضد فريق 1 |
| الجولة 3 | 15–16 مارس 2016   | فريق 4 ضد فريق 2، فريق 1 ضد فريق 3 |
| الجولة 4 | 5–6 أبريل 2016    | فريق 2 ضد فريق 4، فريق 3 ضد فريق 1 |
| الجولة 5 | 19–20 أبريل 2016  | فريق 4 ضد فريق 1، فريق 2 ضد فريق 3 |
| الجولة 6 | 3–4 مايو 2016     | فريق 1 ضد فريق 2، فريق 3 ضد فريق 4 |

في 25 يناير 2016، أعلن الاتحاد الآسيوي لكرة القدم التغييرات التالية على الجدول الزمني بسبب رفض السعودية اللعب في إيران بعد الهجوم على بعثاتها الدبلوماسية في إيران وما أعقب ذلك من تدهور في العلاقات الإيرانية السعودية:
- المجموعة أ: تغيير الجولة 1 (23 فبراير) مع الجولة 6 (4 مايو)
- المجموعة ب: تغيير الجولة 2 (1 مارس) مع الجولة 5 (20 أبريل)
- المجموعة ج: تغيير الجولة 1 (24 فبراير) مع الجولة 6 (3 مايو)
- المجموعة د: تغيير الجولة 2 (2 مارس) مع الجولة 5 (19 أبريل)

بعد التغييرات، أعيدت جدولة جميع المباريات بين الفرق من إيران والسعودية (بما في ذلك الفائزين المحتملين بالمباريات الفاصلة) لتلعب في الجولتين 5 و6 (19–20 أبريل و3–4 مايو). سيتم البت في أماكن هذه المباريات بعد مهلة تقييم في 15 مارس 2016. بما أن العلاقات لم تعد إلى طبيعتها بين البلدين بحلول ذلك الوقت مع رفض السعودية رفع قيودها المفروضة على السفر إلى إيران، قبل الاتحاد الآسيوي لكرة القدم اقتراح الاتحاد العربي السعودي لكرة القدم للعب جميع المباريات بين الفرق من إيران والسعودية في أماكن محايدة. وشمل ذلك ما مجموعه ست مباريات، اثنان في كل من المجموعة أ وب وج (لم تنقل أية مباريات في المجموعة د بما أن فريق المباراة الفاصلة من إيران فشل في التقدم إلى مجموعة).
في 31 مارس 2016، أعلن الاتحاد الآسيوي لكرة القدم أنه وافق على الأماكن المحايدة، مع نقل الفرق من إيران مبارياتها البيتية إلى عمان، ونقل الفرق من السعودية مبارياتها البيتية إلى قطر والإمارات العربية المتحدة.

## المجموعات

### المجموعة أ
| م | الفريق          | لعب | ف | ت | خ | أ.له | أ.ع | أ.ف | نقاط | التأهل             |     | LOK | NAS | ITT | SEP |
| - | --------------- | --- | - | - | - | ---- | --- | --- | ---- | ------------------ | --- | --- | --- | --- | --- |
| 1 | لوكوموتيف طشقند | 6   | 2 | 4 | 0 | 6    | 3   | +3  | 10   | مرحلة خروج المغلوب |     | —   | 0–0 | 1–1 | 1–0 |
| 2 | النصر           | 6   | 2 | 3 | 1 | 5    | 4   | +1  | 9    | مرحلة خروج المغلوب |     | 1–1 | —   | 0–0 | 2–0 |
| 3 | الاتحاد         | 6   | 2 | 3 | 1 | 9    | 4   | +5  | 9    |                    |     | 1–1 | 1–2 | —   | 4–0 |
| 4 | سباهان          | 6   | 1 | 0 | 5 | 2    | 11  | −9  | 3    |                    | 0–2 | 2–0 | 0–2 | —   |     |

| لوكوموتيف طشقند | 1–1   | الاتحاد   |
| --------------- | ----- | --------- |
| ميرزائيف 89'    | تقرير | ريفاس 34' |

| سباهان          | 2–0   | النصر |
| --------------- | ----- | ----- |
| تشيمبا 14'، 51' | تقرير |       |

| النصر                               | 2–0   | سباهان |
| ----------------------------------- | ----- | ------ |
| نيلمار 57' · بيترويبا 90+3' (ركلة.) | تقرير |        |

| الاتحاد     | 1–1   | لوكوموتيف طشقند          |
| ----------- | ----- | ------------------------ |
| مونتاري 14' | تقرير | عبد الخالقوف 80' (ركلة.) |

| سباهان | 0–2   | لوكوموتيف طشقند             |
| ------ | ----- | --------------------------- |
|        | تقرير | بيكماييف 14' · ميرزائيف 86' |

| الاتحاد   | 1–2   | النصر          |
| --------- | ----- | -------------- |
| ريفاس 13' | تقرير | نيلمار 1'، 74' |

| لوكوموتيف طشقند  | 1–0   | سباهان |
| ---------------- | ----- | ------ |
| عبد الخالقوف 54' | تقرير |        |

| النصر | 0–0   | الاتحاد |
| ----- | ----- | ------- |
|       | تقرير |         |

| النصر     | 1–1   | لوكوموتيف طشقند  |
| --------- | ----- | ---------------- |
| إكوكو 31' | تقرير | عبد الخالقوف 43' |

| الاتحاد                                       | 4–0   | سباهان |
| --------------------------------------------- | ----- | ------ |
| الغامدي 45+2'، 86' · المولد 83' · ريفاس 90+1' | تقرير |        |

| سباهان | 0–2   | الاتحاد                     |
| ------ | ----- | --------------------------- |
|        | تقرير | سانمارتين 15' · الناظري 74' |

| لوكوموتيف طشقند | 0–0   | النصر |
| --------------- | ----- | ----- |
|                 | تقرير |       |

ملاحظات
1. ^ أ ب لعبت المباريات بين الفرق من إيران والسعودية على أماكن محايدة بسبب تدهور العلاقات الإيرانية السعودية.[8]

### المجموعة ب
| م | الفريق    | لعب | ف | ت | خ | أ.له | أ.ع | أ.ف | نقاط | التأهل             |     | ZOB | LEK | NSR | BYD |
| - | --------- | --- | - | - | - | ---- | --- | --- | ---- | ------------------ | --- | --- | --- | --- | --- |
| 1 | ذوب آهن   | 6   | 4 | 2 | 0 | 12   | 2   | +10 | 14   | مرحلة خروج المغلوب |     | —   | 0–0 | 3–0 | 5–2 |
| 2 | لخويا     | 6   | 2 | 3 | 1 | 7    | 2   | +5  | 9    | مرحلة خروج المغلوب |     | 0–1 | —   | 4–0 | 0–0 |
| 3 | النصر     | 6   | 1 | 2 | 3 | 5    | 14  | −9  | 5    |                    |     | 0–3 | 1–1 | —   | 3–3 |
| 4 | بونيودكور | 6   | 0 | 3 | 3 | 5    | 11  | −6  | 3    |                    | 0–0 | 0–2 | 0–1 | —   |     |

| لخويا | 0–1   | ذوب آهن      |
| ----- | ----- | ------------ |
|       | تقرير | رجب زاده 46' |

| النصر                                                 | 3–3   | بونيودكور                    |
| ----------------------------------------------------- | ----- | ---------------------------- |
| مييرجيفسكي 45+1' (ركلة.) · الشهري 79' · عبد الغني 85' | تقرير | حمدموف 3'، 76' · الزواغي 33' |

| بونيودكور | 0–1   | النصر     |
| --------- | ----- | --------- |
|           | تقرير | مايغا 36' |

| ذوب آهن | 0–0   | لخويا |
| ------- | ----- | ----- |
|         | تقرير |       |

| بونيودكور | 0–0   | ذوب آهن |
| --------- | ----- | ------- |
|           | تقرير |         |

| النصر            | 1–1   | لخويا         |
| ---------------- | ----- | ------------- |
| غالب 88' (ركلة.) | تقرير | كالوييتوكا 7' |

| ذوب آهن                                                               | 5–2   | بونيودكور                  |
| --------------------------------------------------------------------- | ----- | -------------------------- |
| إسماعيليفر 3' · محمد زاده 34' · رجب زاده 50' · رضائي 69' · تبريزي 87' | تقرير | الزواغي 78' · نورماتوف 89' |

| لخويا                                                      | 4–0   | النصر |
| ---------------------------------------------------------- | ----- | ----- |
| نام تاي-هي 49' · كالوييتوكا 70' · فلوريس 84' · مونتاري 86' | تقرير |       |

| بونيودكور | 0–2   | لخويا                    |
| --------- | ----- | ------------------------ |
|           | تقرير | بوضياف 65' · مونتاري 79' |

| ذوب آهن                     | 3–0   | النصر |
| --------------------------- | ----- | ----- |
| بهلوان 27'، 83' · رضائي 74' | تقرير |       |

| النصر | 0–3   | ذوب آهن                                          |
| ----- | ----- | ------------------------------------------------ |
|       | تقرير | بهلوان 30' · حسن زاده 42' (ركلة.) · بيك زاده 87' |

| لخويا | 0–0   | بونيودكور |
| ----- | ----- | --------- |
|       | تقرير |           |

ملاحظات
1. ^ أ ب لعبت المباريات بين الفرق من إيران والسعودية على أماكن محايدة بسبب تدهور العلاقات الإيرانية السعودية.[8]

### المجموعة ج
| م | الفريق       | لعب | ف | ت | خ | أ.له | أ.ع | أ.ف | نقاط | التأهل             |     | TRA | HIL | PAK | JAZ |
| - | ------------ | --- | - | - | - | ---- | --- | --- | ---- | ------------------ | --- | --- | --- | --- | --- |
| 1 | تراكتور سازي | 6   | 4 | 0 | 2 | 10   | 3   | +7  | 12   | مرحلة خروج المغلوب |     | —   | 1–2 | 2–0 | 4–0 |
| 2 | الهلال       | 6   | 3 | 2 | 1 | 10   | 7   | +3  | 11   | مرحلة خروج المغلوب |     | 0–2 | —   | 4–1 | 1–0 |
| 3 | باختاكور     | 6   | 3 | 1 | 2 | 10   | 9   | +1  | 10   |                    |     | 1–0 | 2–2 | —   | 3–0 |
| 4 | الجزيرة      | 6   | 0 | 1 | 5 | 2    | 13  | −11 | 1    |                    | 0–1 | 1–1 | 1–3 | —   |     |

| باختاكور                 | 2–2   | الهلال                    |
| ------------------------ | ----- | ------------------------- |
| سيرغييف 70' · هاشموف 89' | تقرير | القحطاني 60' · السالم 84' |

| تراكتور سازي                               | 4–0   | الجزيرة |
| ------------------------------------------ | ----- | ------- |
| رحماني 4'، 60' · خليل زاده 10' · شريفي 54' | تقرير |         |

| الجزيرة | 0–1   | تراكتور سازي |
| ------- | ----- | ------------ |
|         | تقرير | رحماني 31'   |

| الهلال                                               | 4–1   | باختاكور    |
| ---------------------------------------------------- | ----- | ----------- |
| الزوري 55' · أوراهوفاتس 58' (ه.ذ.) · الكعبي 61'، 78' | تقرير | سيرغييف 31' |

| باختاكور    | 1–0   | تراكتور سازي |
| ----------- | ----- | ------------ |
| سيرغييف 41' | تقرير |              |

| الجزيرة         | 1–1   | الهلال    |
| --------------- | ----- | --------- |
| فارس جمعة 90+4' | تقرير | آيلتون 9' |

| تراكتور سازي            | 2–0   | باختاكور |
| ----------------------- | ----- | -------- |
| أوغوستو 59' · آقائي 83' | تقرير |          |

| الهلال     | 1–0   | الجزيرة |
| ---------- | ----- | ------- |
| آيلتون 36' | تقرير |         |

| الهلال | 0–2   | تراكتور سازي         |
| ------ | ----- | -------------------- |
|        | تقرير | نونغ 66' · حاتمي 81' |

| الجزيرة           | 1–3   | باختاكور                              |
| ----------------- | ----- | ------------------------------------- |
| مبخوت 62' (ركلة.) | تقرير | كريموف 10' · سيرغييف 64'، 83' (ركلة.) |

| باختاكور                               | 3–0   | الجزيرة |
| -------------------------------------- | ----- | ------- |
| بردييف 13' · طالبوف 24' · مشاريبوف 80' | تقرير |         |

| تراكتور سازي | 1–2   | الهلال                   |
| ------------ | ----- | ------------------------ |
| نونغ 48'     | تقرير | الدوسري 15' · آيلتون 71' |

ملاحظات
1. ^ أ ب لعبت المباريات بين الفرق من إيران والسعودية على أماكن محايدة بسبب تدهور العلاقات الإيرانية السعودية.[8]

### المجموعة د
| م | الفريق   | لعب | ف | ت | خ | أ.له | أ.ع | أ.ف | نقاط | التأهل             |     | JSH | AIN | AHL | NSF |
| - | -------- | --- | - | - | - | ---- | --- | --- | ---- | ------------------ | --- | --- | --- | --- | --- |
| 1 | الجيش    | 6   | 3 | 1 | 2 | 6    | 8   | −2  | 10   | مرحلة خروج المغلوب |     | —   | 2–1 | 1–4 | 1–0 |
| 2 | العين    | 6   | 3 | 1 | 2 | 8    | 6   | +2  | 10   | مرحلة خروج المغلوب |     | 1–2 | —   | 1–0 | 2–0 |
| 3 | الأهلي   | 6   | 3 | 0 | 3 | 10   | 7   | +3  | 9    |                    |     | 2–0 | 1–2 | —   | 2–1 |
| 4 | نسف قرشي | 6   | 1 | 2 | 3 | 4    | 7   | −3  | 5    |                    | 0–0 | 1–1 | 2–1 | —   |     |

| العين              | 1–2   | الجيش                       |
| ------------------ | ----- | --------------------------- |
| دوغلاس 65' (ركلة.) | تقرير | حمد الله 9' · رومارينيو 45' |

| الأهلي                  | 2–1   | نسف قرشي         |
| ----------------------- | ----- | ---------------- |
| آل فتيل 2' · السومة 47' | تقرير | عبد الخالقوف 29' |

| نسف قرشي                      | 2–1   | الأهلي            |
| ----------------------------- | ----- | ----------------- |
| عبد الخالقوف 47' · كريموف 60' | تقرير | عسيري 71' (ركلة.) |

| الجيش                      | 2–1   | العين       |
| -------------------------- | ----- | ----------- |
| حمد الله 49' · أبو بكر 79' | تقرير | الكثيري 86' |

| العين             | 1–0   | الأهلي |
| ----------------- | ----- | ------ |
| ع. عبد الرحمن 71' | تقرير |        |

| الجيش      | 1–0   | نسف قرشي |
| ---------- | ----- | -------- |
| رشيدوف 87' | تقرير |          |

| نسف قرشي | 0–0   | الجيش |
| -------- | ----- | ----- |
|          | تقرير |       |

| الأهلي       | 1–2   | العين           |
| ------------ | ----- | --------------- |
| العمري 90+3' | تقرير | دوغلاس 25'، 77' |

| نسف قرشي  | 1–1   | العين      |
| --------- | ----- | ---------- |
| كريموف 1' | تقرير | أسبريا 32' |

| الجيش        | 1–4   | الأهلي                                    |
| ------------ | ----- | ----------------------------------------- |
| حمد الله 51' | تقرير | سراج 22'، 57' · عسيري 43' · م. هوساوي 52' |

| العين                 | 2–0   | نسف قرشي |
| --------------------- | ----- | -------- |
| أسبريا 39' · أحمد 90' | تقرير |          |

| الأهلي                       | 2–0   | الجيش |
| ---------------------------- | ----- | ----- |
| ماركينيو 62' · أ. هوساوي 85' | تقرير |       |

### المجموعة ر
| م | الفريق                 | لعب | ف | ت | خ | أ.له | أ.ع | أ.ف | نقاط | التأهل             |     | JHM | TOK | JIA | BBD |
| - | ---------------------- | --- | - | - | - | ---- | --- | --- | ---- | ------------------ | --- | --- | --- | --- | --- |
| 1 | جيونبوك هيونداي موتورز | 6   | 3 | 1 | 2 | 13   | 9   | +4  | 10   | مرحلة خروج المغلوب |     | —   | 2–1 | 2–2 | 2–0 |
| 2 | إف سي طوكيو            | 6   | 3 | 1 | 2 | 8    | 8   | 0   | 10   | مرحلة خروج المغلوب |     | 0–3 | —   | 0–0 | 3–1 |
| 3 | جيانغسو سونينغ         | 6   | 2 | 3 | 1 | 10   | 7   | +3  | 9    |                    |     | 3–2 | 1–2 | —   | 3–0 |
| 4 | بيكامكس بين دونغ       | 6   | 1 | 1 | 4 | 6    | 13  | −7  | 4    |                    | 3–2 | 1–2 | 1–1 | —   |     |

| جيونبوك هيونداي موتورز          | 2–1   | إف سي طوكيو |
| ------------------------------- | ----- | ----------- |
| كو مو-يول 39' · لي دونغ-غوك 83' | تقرير | آبي 87'     |

| بيكامكس بين دونغ         | 1–1   | جيانغسو سونينغ |
| ------------------------ | ----- | -------------- |
| نغوين آن دوك 28' (ركلة.) | تقرير | جي شيانغ 13'   |

| إف سي طوكيو                                     | 3–1   | بيكامكس بين دونغ |
| ----------------------------------------------- | ----- | ---------------- |
| برنز 50' · بوي تان ترونغ 67' (ه.ذ.) · مايدا 84' | تقرير | نغوين آن دوك 24' |

| جيانغسو سونينغ                         | 3–2   | جيونبوك هيونداي موتورز                |
| -------------------------------------- | ----- | ------------------------------------- |
| أليكس تيكسيرا 16' · جو 65' · وو شي 69' | تقرير | لي دونغ-غوك 62' · سينزبوري 86' (ه.ذ.) |

| جيونبوك هيونداي موتورز              | 2–0   | بيكامكس بين دونغ |
| ----------------------------------- | ----- | ---------------- |
| ريكاردو لوبيز 41' · لي دونغ-غوك 90' | تقرير |                  |

| إف سي طوكيو | 0–0   | جيانغسو سونينغ |
| ----------- | ----- | -------------- |
|             | تقرير |                |

| بيكامكس بين دونغ                                  | 3–2   | جيونبوك هيونداي موتورز           |
| ------------------------------------------------- | ----- | -------------------------------- |
| نغوين آن دوك 12' (ركلة.)، 88' (ركلة.) · أموغو 35' | تقرير | لي جونغ-هو 27' · هان كيو-وون 28' |

| جيانغسو سونينغ | 1–2   | إف سي طوكيو      |
| -------------- | ----- | ---------------- |
| جو 34' (ركلة.) | تقرير | مورشيغي 30'، 83' |

| إف سي طوكيو | 0–3   | جيونبوك هيونداي موتورز                               |
| ----------- | ----- | ---------------------------------------------------- |
|             | تقرير | كيم بو-كيونغ 35' · لي جاي-سونغ 60' · كو مو-يول 90+1' |

| جيانغسو سونينغ                  | 3–0   | بيكامكس بين دونغ |
| ------------------------------- | ----- | ---------------- |
| وو شي 6' · جو 8' · جي شيانغ 81' | تقرير |                  |

| جيونبوك هيونداي موتورز                  | 2–2   | جيانغسو سونينغ               |
| --------------------------------------- | ----- | ---------------------------- |
| ليوناردو 19' (ركلة.) · ليم جونغ-أون 69' | تقرير | تيكسيرا 24' · جو 54' (ركلة.) |

| بيكامكس بين دونغ         | 1–2   | إف سي طوكيو    |
| ------------------------ | ----- | -------------- |
| لي كونغ فينه 68' (ركلة.) | تقرير | مايدا 21'، 55' |

### المجموعة س
| م | الفريق           | لعب | ف | ت | خ | أ.له | أ.ع | أ.ف | نقاط | التأهل             |     | SEO | SHD | HIR | BUR |
| - | ---------------- | --- | - | - | - | ---- | --- | --- | ---- | ------------------ | --- | --- | --- | --- | --- |
| 1 | إف سي سيئول      | 6   | 4 | 1 | 1 | 17   | 5   | +12 | 13   | مرحلة خروج المغلوب |     | —   | 0–0 | 4–1 | 2–1 |
| 2 | شاندونغ لونينغ   | 6   | 3 | 2 | 1 | 7    | 5   | +2  | 11   | مرحلة خروج المغلوب |     | 1–4 | —   | 1–0 | 3–0 |
| 3 | سانفريس هيروشيما | 6   | 3 | 0 | 3 | 9    | 8   | +1  | 9    |                    |     | 2–1 | 1–2 | —   | 3–0 |
| 4 | بوريرام يونايتد  | 6   | 0 | 1 | 5 | 1    | 16  | −15 | 1    |                    | 0–6 | 0–0 | 0–2 | —   |     |

| سانفريس هيروشيما | 1–2   | شاندونغ لونينغ            |
| ---------------- | ----- | ------------------------- |
| شيميزو 64'       | تقرير | يانغ شو 67' · تارديلي 78' |

| بوريرام يونايتد | 0–6   | إف سي سيئول                                                     |
| --------------- | ----- | --------------------------------------------------------------- |
|                 | تقرير | أدريانو 28'، 40'، 50'، 60' · داميانوفيتش 67' · لي سيوك هيون 90' |

| إف سي سيئول                             | 4–1   | سانفريس هيروشيما |
| --------------------------------------- | ----- | ---------------- |
| كيم وون-سيك 31' · أدريانو 49'، 56'، 69' | تقرير | تشيبا 25'        |

| شاندونغ لونينغ                              | 3–0   | بوريرام يونايتد |
| ------------------------------------------- | ----- | --------------- |
| تارديلي 65' · جوسيلي 81' · جاو مينغجيان 86' | تقرير |                 |

| شاندونغ لونينغ | 1–4   | إف سي سيئول                                        |
| -------------- | ----- | -------------------------------------------------- |
| جوسيلي 62'     | تقرير | أدريانو 28'، 71' · غو يو-هان 65' · داميانوفيتش 68' |

| سانفريس هيروشيما            | 3–0   | بوريرام يونايتد |
| --------------------------- | ----- | --------------- |
| أسانو 42'، 55' · شيميزو 81' | تقرير |                 |

| إف سي سيئول | 0–0   | شاندونغ لونينغ |
| ----------- | ----- | -------------- |
|             | تقرير |                |

| بوريرام يونايتد | 0–2   | سانفريس هيروشيما            |
| --------------- | ----- | --------------------------- |
|                 | تقرير | مييايوشي 45' · شيباساكي 88' |

| إف سي سيئول                        | 2–1   | بوريرام يونايتد    |
| ---------------------------------- | ----- | ------------------ |
| داميانوفيتش 24' · بارك يونغ-وو 43' | تقرير | تونييز 67' (ركلة.) |

| شاندونغ لونينغ | 1–0   | سانفريس هيروشيما |
| -------------- | ----- | ---------------- |
| تارديلي 10'    | تقرير |                  |

| سانفريس هيروشيما         | 2–1   | إف سي سيئول         |
| ------------------------ | ----- | ------------------- |
| أسانو 27' · ميناغاوا 39' | تقرير | أدريانو 88' (ركلة.) |

| بوريرام يونايتد | 0–0   | شاندونغ لونينغ |
| --------------- | ----- | -------------- |
|                 | تقرير |                |

### المجموعة ص
| م | الفريق                | لعب | ف | ت | خ | أ.له | أ.ع | أ.ف | نقاط | التأهل             |     | SSI | MEL | SSB | GAM |
| - | --------------------- | --- | - | - | - | ---- | --- | --- | ---- | ------------------ | --- | --- | --- | --- | --- |
| 1 | شانغهاي إس آي بي جي   | 6   | 4 | 0 | 2 | 10   | 8   | +2  | 12   | مرحلة خروج المغلوب |     | —   | 3–1 | 2–1 | 2–1 |
| 2 | ملبورن فيكتوري        | 6   | 2 | 3 | 1 | 7    | 7   | 0   | 9    | مرحلة خروج المغلوب |     | 2–1 | —   | 0–0 | 2–1 |
| 3 | سوون سامسونغ بلووينغز | 6   | 2 | 3 | 1 | 7    | 4   | +3  | 9    |                    |     | 3–0 | 1–1 | —   | 0–0 |
| 4 | غامبا أوساكا          | 6   | 0 | 2 | 4 | 4    | 9   | −5  | 2    |                    | 0–2 | 1–1 | 1–2 | —   |     |

| ملبورن فيكتوري                  | 2–1   | شانغهاي إس آي بي جي |
| ------------------------------- | ----- | ------------------- |
| إينغهام 31' · بريشا 73' (ركلة.) | تقرير | وو لي 52'           |

| سوون سامسونغ بلووينغز | 0–0   | غامبا أوساكا |
| --------------------- | ----- | ------------ |
|                       | تقرير |              |

| غامبا أوساكا | 1–1   | ملبورن فيكتوري |
| ------------ | ----- | -------------- |
| إندو 57'     | تقرير | أنسيل 3'       |

| شانغهاي إس آي بي جي     | 2–1   | سوون سامسونغ بلووينغز |
| ----------------------- | ----- | --------------------- |
| إلكيسون 32' · وو لي 52' | تقرير | جانغ هيون-سو 72'      |

| ملبورن فيكتوري | 0–0   | سوون سامسونغ بلووينغز |
| -------------- | ----- | --------------------- |
|                | تقرير |                       |

| شانغهاي إس آي بي جي | 2–1   | غامبا أوساكا |
| ------------------- | ----- | ------------ |
| إلكيسون 41'، 62'    | تقرير | باتريك 60'   |

| غامبا أوساكا | 0–2   | شانغهاي إس آي بي جي      |
| ------------ | ----- | ------------------------ |
|              | تقرير | وو لي 66' · لو ونجون 72' |

| سوون سامسونغ بلووينغز | 1–1   | ملبورن فيكتوري |
| --------------------- | ----- | -------------- |
| كوون تشانغ-هون 58'    | تقرير | بارباروزيس 60' |

| غامبا أوساكا | 1–2   | سوون سامسونغ بلووينغز   |
| ------------ | ----- | ----------------------- |
| كونو 89'     | تقرير | سانتوس 49'، 57' (ركلة.) |

| شانغهاي إس آي بي جي                          | 3–1   | ملبورن فيكتوري |
| -------------------------------------------- | ----- | -------------- |
| يو هاي 38' · إلكيسون 40' · كونكا 65' (ركلة.) | تقرير | ماكاروناس 81'  |

| ملبورن فيكتوري                  | 2–1   | غامبا أوساكا  |
| ------------------------------- | ----- | ------------- |
| بريشا 13' (ركلة.) · تومبسون 17' | تقرير | أديميلسون 85' |

| سوون سامسونغ بلووينغز                        | 3–0   | شانغهاي إس آي بي جي |
| -------------------------------------------- | ----- | ------------------- |
| كيم غون-هي 7' (ركلة.)، 54' · مين سانغ-غي 52' | تقرير |                     |

### المجموعة ط
| م | الفريق             | لعب | ف | ت | خ | أ.له | أ.ع | أ.ف | نقاط | التأهل             |     | SYD | URA | GZE | POH |
| - | ------------------ | --- | - | - | - | ---- | --- | --- | ---- | ------------------ | --- | --- | --- | --- | --- |
| 1 | سيدني إف سي        | 6   | 3 | 1 | 2 | 4    | 4   | 0   | 10   | مرحلة خروج المغلوب |     | —   | 0–0 | 2–1 | 1–0 |
| 2 | أوراوا رد دايموندز | 6   | 2 | 3 | 1 | 6    | 4   | +2  | 9    | مرحلة خروج المغلوب |     | 2–0 | —   | 1–0 | 1–1 |
| 3 | غوانغجو إفرغراند   | 6   | 2 | 2 | 2 | 6    | 5   | +1  | 8    |                    |     | 1–0 | 2–2 | —   | 0–0 |
| 4 | بوهانغ ستيلرز      | 6   | 1 | 2 | 3 | 2    | 5   | −3  | 5    |                    | 0–1 | 1–0 | 0–2 | —   |     |

| أوراوا رد دايموندز           | 2–0   | سيدني إف سي |
| ---------------------------- | ----- | ----------- |
| موتو 8' · كوروكي 65' (ركلة.) | تقرير |             |

| غوانغجو إفرغراند | 0–0   | بوهانغ ستيلرز |
| ---------------- | ----- | ------------- |
|                  | تقرير |               |

| سيدني إف سي                        | 2–1   | غوانغجو إفرغراند |
| ---------------------------------- | ----- | ---------------- |
| ستامبولزييف 18' · ديميترييفيتش 89' | تقرير | كالفر 25' (ه.ذ.) |

| بوهانغ ستيلرز          | 1–0   | أوراوا رد دايموندز |
| ---------------------- | ----- | ------------------ |
| سون جون-هو 19' (ركلة.) | تقرير |                    |

| بوهانغ ستيلرز | 0–1   | سيدني إف سي |
| ------------- | ----- | ----------- |
|               | تقرير | ناوموف 41'  |

| غوانغجو إفرغراند       | 2–2   | أوراوا رد دايموندز    |
| ---------------------- | ----- | --------------------- |
| غولارت 6' (ركلة.)، 14' | تقرير | موتو 30' · كوروكي 89' |

| سيدني إف سي   | 1–0   | بوهانغ ستيلرز |
| ------------- | ----- | ------------- |
| نينكوفيتش 51' | تقرير |               |

| أوراوا رد دايموندز | 1–0   | غوانغجو إفرغراند |
| ------------------ | ----- | ---------------- |
| موتو 52'           | تقرير |                  |

| بوهانغ ستيلرز | 0–2   | غوانغجو إفرغراند         |
| ------------- | ----- | ------------------------ |
|               | تقرير | غولارت 33' · غاو لين 47' |

| سيدني إف سي | 0–0   | أوراوا رد دايموندز |
| ----------- | ----- | ------------------ |
|             | تقرير |                    |

| غوانغجو إفرغراند | 1–0   | سيدني إف سي |
| ---------------- | ----- | ----------- |
| غاو لين 2'       | تقرير |             |

| أوراوا رد دايموندز       | 1–1   | بوهانغ ستيلرز            |
| ------------------------ | ----- | ------------------------ |
| ليوبييانكيتش 87' (ركلة.) | تقرير | فيسيلينوفيتش 65' (ركلة.) |

ملاحظات
1. ^ لعب غوانغجو إفرغراند مباراته البيتية الأولى في المجموعة خلف أبواب مغلقة بسبب مخالفات للوائح دوري أبطال آسيا.[10]

## روابط خارجية
- AFC Champions League, the-AFC.com